# Horndorf (Tosterglope)
Horndorf ist ein Ortsteil der Gemeinde Tosterglope im Landkreis Lüneburg in Niedersachsen und liegt an der L232.

## Geschichte
Der Ort wurde 1371 erstmals urkundlich erwähnt.

### Einwohnerentwicklung
| Jahr      | 1910 | 2007 | 2017 |
| --------- | ---- | ---- | ---- |
| Einwohner | 42   | 24   | 17   |